# Fußball-Weltmeisterschaft der Frauen 2023/Gruppe C
| Pl. | Land       | Sp. | S | U | N | Tore    | Diff. | Punkte |
| --- | ---------- | --- | - | - | - | ------- | ----- | ------ |
| 1.  | Japan      | 3   | 3 | 0 | 0 | 011:000 | +11   | 09     |
| 2.  | Spanien    | 3   | 2 | 0 | 1 | 008:400 | +4    | 06     |
| 3.  | Sambia     | 3   | 1 | 0 | 2 | 003:110 | −8    | 03     |
| 4.  | Costa Rica | 3   | 0 | 0 | 3 | 001:800 | −7    | 0      |

Gruppe C der Fußball-Weltmeisterschaft der Frauen 2023:

## Spanien – Costa Rica 3:0 (3:0)
| Spanien                                                                            | Spanien | Costa Rica | Costa Rica |
| ---------------------------------------------------------------------------------- | --- | --- | ---------- |
| Spanien                                                                            | \| 1. Spieltag \| \| 21. Juli um 19:30 Uhr (09:30 Uhr MESZ) in Wellington (Wellington Regional Stadium) \| \| Zuschauer: 22.966 \| \| Schiedsrichter: Casey Reibelt ( Australien) 1 \| \| Spielbericht \| | \| 1. Spieltag \| \| 21. Juli um 19:30 Uhr (09:30 Uhr MESZ) in Wellington (Wellington Regional Stadium) \| \| Zuschauer: 22.966 \| \| Schiedsrichter: Casey Reibelt ( Australien) 1 \| \| Spielbericht \| | Costa Rica |
| Spanien                                                                            | Misa Rodríguez – Ona Batlle (88. Oihane Hernández), Irene Paredes, Ivana Andrés , Olga Carmona – Aitana Bonmatí, Teresa Abelleira (77. Claudia Zornoza), Athenea del Castillo (63. Mariona Caldentey), Jennifer Hermoso, Salma Paralluelo (77. Alexia Putellas) – Esther González (63. Alba Redondo) Cheftrainer: Jorge Vilda | Daniela Solera – Fabiola Villalobos, Mariana Benavides, Valeria del Campo – María Coto, Katherine Alvarado , Gloriana Villalobos (73. Alexandra Pinell), María Paula Elizondo (58. Cristín Granados) – Melissa Herrera, María Paula Salas (73. Sheika Scott), Priscilla Chinchilla Cheftrainerin: Amelia Valverde | Costa Rica |
| Spanien                                                                            | 1:0 del Campo (21., Eigentor) 2:0 Bonmatí (23.) 3:0 González (27.) | | Costa Rica |
| Spanien                                                                            | Solera hält Foulelfmeter von Hermoso (34.) | | Costa Rica |
| Spanien                                                                            | Spieler des Spiels: Aitana Bonmatí (Spanien) | | Costa Rica |
| 1. Spieltag                                                                        | | |            |
| 21. Juli um 19:30 Uhr (09:30 Uhr MESZ) in Wellington (Wellington Regional Stadium) | | |            |
| Zuschauer: 22.966                                                                  | | |            |
| Schiedsrichter: Casey Reibelt ( Australien) 1                                      | | |            |
| Spielbericht                                                                       | | |            |

## Sambia – Japan 0:5 (0:1)
| Sambia                                                               | Sambia | Japan | Japan |
| -------------------------------------------------------------------- | --- | --- | ----- |
| Sambia                                                               | \| 1. Spieltag \| \| 22. Juli um 19:00 Uhr (09:00 Uhr MESZ) in Hamilton (Waikato Stadium) \| \| Zuschauer: 16.111 \| \| Schiedsrichterin: Tess Olofsson ( Schweden) 2 \| \| Spielbericht \|                                                                                                  | \| 1. Spieltag \| \| 22. Juli um 19:00 Uhr (09:00 Uhr MESZ) in Hamilton (Waikato Stadium) \| \| Zuschauer: 16.111 \| \| Schiedsrichterin: Tess Olofsson ( Schweden) 2 \| \| Spielbericht \|                                                                         | Japan |
| Sambia                                                               | Catherine Musonda – Margaret Belemu, Agness Musase, Lushomo Mweemba (82. Vast Phiri), Martha Tembo – Susan Banda, Racheal Kundananji, Ireen Lungu (72. Ochumba Lubandji), Evarine Katongo, Xiomara Mapepa (72. Avell Chitundu, 90.+9' Eunice Sakala) – Barbra Banda Cheftrainer: Bruce Mwape | Ayaka Yamashita – Rion Ishikawa, Saki Kumagai , Moeka Minami – Risa Shimizu, Yui Hasegawa, Fūka Nagano, Jun Endō (77. Kiko Seike), Aoba Fujino (77. Hikaru Naomoto), Hinata Miyazawa (90.+3' Remina Chiba) – Mina Tanaka (66. Riko Ueki) Cheftrainer: Futoshi Ikeda | Japan |
| Sambia                                                               | 0:1 Miyazawa (43.) 0:2 Tanaka (55.) 0:3 Miyazawa (62.) 0:4 Endō (71.) 0:5 Ueki (90.+11', Foulelfmeter) | | Japan |
| Sambia                                                               | Musonda (51.) | | Japan |
| Sambia                                                               | Musonda (90.+7') | | Japan |
| Sambia                                                               | Foulelfmeter nach Videobeweis aufgrund vorheriger Abseitsstellung zurückgenommen, die gelbe Karte gegen Musonda blieb jedoch bestehen (51.) | Abseitstor durch Tanaka nach Videobeweis zurückgenommen (21.) Abseitstor durch Tanaka nach Videobeweis zurückgenommen (50.) Gehaltener Foulelfmeter nach Videobeweis wiederholt, da Sakala zu früh die Linie verlassen hat (90.+9')                                 | Japan |
| Sambia                                                               | Spieler des Spiels: Hinata Miyazawa (Japan) | | Japan |
| 1. Spieltag                                                          | | |       |
| 22. Juli um 19:00 Uhr (09:00 Uhr MESZ) in Hamilton (Waikato Stadium) | | |       |
| Zuschauer: 16.111                                                    | | |       |
| Schiedsrichterin: Tess Olofsson ( Schweden) 2                        | | |       |
| Spielbericht                                                         | | |       |

## Japan – Costa Rica 2:0 (2:0)
| Japan                                                                    | Japan | Costa Rica | Costa Rica |
| ------------------------------------------------------------------------ | --- | --- | ---------- |
| Japan                                                                    | \| 2. Spieltag \| \| 26. Juli um 17:00 Uhr (07:00 Uhr MESZ) in Dunedin (Forsyth Barr Stadium) \| \| Zuschauer: 6.992 \| \| Schiedsrichterin: Maria Sole Ferrieri Caputi ( Italien) 3 \| \| Spielbericht \|                                                                                   | \| 2. Spieltag \| \| 26. Juli um 17:00 Uhr (07:00 Uhr MESZ) in Dunedin (Forsyth Barr Stadium) \| \| Zuschauer: 6.992 \| \| Schiedsrichterin: Maria Sole Ferrieri Caputi ( Italien) 3 \| \| Spielbericht \| | Costa Rica |
| Japan                                                                    | Ayaka Yamashita – Shiori Miyake, Saki Kumagai , Moeka Minami – Risa Shimizu (90.+1' Miyabi Moriya), Yui Hasegawa, Honoka Hayashi (74. Fūka Nagano), Hina Sugita, Aoba Fujino (59. Hinata Miyazawa), Hikaru Naomoto (74. Kiko Seike) – Mina Tanaka (59. Riko Ueki) Cheftrainer: Futoshi Ikeda | Daniela Solera – María Coto, Fabiola Villalobos, Mariana Benavides, María Paula Elizondo – Melissa Herrera, Cristín Granados (64. Raquel Rodríguez), Katherine Alvarado , Gabriela Guillén (46. Gloriana Villalobos), María Paula Salas (76. Sheika Scott) – Priscilla Chinchilla Cheftrainerin: Amelia Valverde | Costa Rica |
| Japan                                                                    | 1:0 Naomoto (25.) 2:0 Fujino (27.) | | Costa Rica |
| Japan                                                                    | Chinchilla (86.) | | Costa Rica |
| Japan                                                                    | Spieler des Spiels: Hikaru Naomoto (Japan) | | Costa Rica |
| 2. Spieltag                                                              | | |            |
| 26. Juli um 17:00 Uhr (07:00 Uhr MESZ) in Dunedin (Forsyth Barr Stadium) | | |            |
| Zuschauer: 6.992                                                         | | |            |
| Schiedsrichterin: Maria Sole Ferrieri Caputi ( Italien) 3                | | |            |
| Spielbericht                                                             | | |            |

## Spanien – Sambia 5:0 (2:0)
| Spanien                                                        | Spanien | Sambia | Sambia |
| -------------------------------------------------------------- | --- | --- | ------ |
| Spanien                                                        | \| 2. Spieltag \| \| 26. Juli um 19:30 Uhr (09:30 Uhr MESZ) in Auckland (Eden Park) \| \| Zuschauer: 20.983 \| \| Schiedsrichterin: Oh Hyeon-jeong ( Südkorea) 4 \| \| Spielbericht \| | \| 2. Spieltag \| \| 26. Juli um 19:30 Uhr (09:30 Uhr MESZ) in Auckland (Eden Park) \| \| Zuschauer: 20.983 \| \| Schiedsrichterin: Oh Hyeon-jeong ( Südkorea) 4 \| \| Spielbericht \|                                                                                                | Sambia |
| Spanien                                                        | Misa Rodríguez – Ona Batlle (46. Oihane Hernández), Irene Paredes, Ivana Andrés , Olga Carmona – Aitana Bonmatí (61. Irene Guerrero), Teresa Abelleira, Alexia Putellas (46. Alba Redondo) – Salma Paralluelo (46. Eva Navarro), Jennifer Hermoso, Mariona Caldentey (83. Athenea del Castillo) Cheftrainer: Jorge Vilda | Eunice Sakala – Margaret Belemu, Agness Musase, Lushomo Mweemba (76. Vast Phiri), Martha Tembo – Ireen Lungu, Susan Banda (37. Mary Wilombe), Xiomara Mapepa (37. Avell Chitundu), Evarine Katongo (76. Ochumba Lubandji), Racheal Kundananji – Barbra Banda Cheftrainer: Bruce Mwape | Sambia |
| Spanien                                                        | 1:0 Abelleira (9.) 2:0 Hermoso (13.) 3:0 Redondo (69.) 4:0 Hermoso (70.) 5:0 Redondo (85.) | | Sambia |
| Spanien                                                        | Lubandji (90.+1'), Tembo (90.+10') | | Sambia |
| Spanien                                                        | 100. Länderspiel und 50. Länderspieltor von Jennifer Hermoso Tore von Hermoso (70.) und Redondo (85.) nach durch VAR zurückgenommenen Abseits-Entscheidungen | | Sambia |
| Spanien                                                        | Spieler des Spiels: Jennifer Hermoso (Spanien) | | Sambia |
| 2. Spieltag                                                    | | |        |
| 26. Juli um 19:30 Uhr (09:30 Uhr MESZ) in Auckland (Eden Park) | | |        |
| Zuschauer: 20.983                                              | | |        |
| Schiedsrichterin: Oh Hyeon-jeong ( Südkorea) 4                 | | |        |
| Spielbericht                                                   | | |        |

## Japan – Spanien 4:0 (3:0)

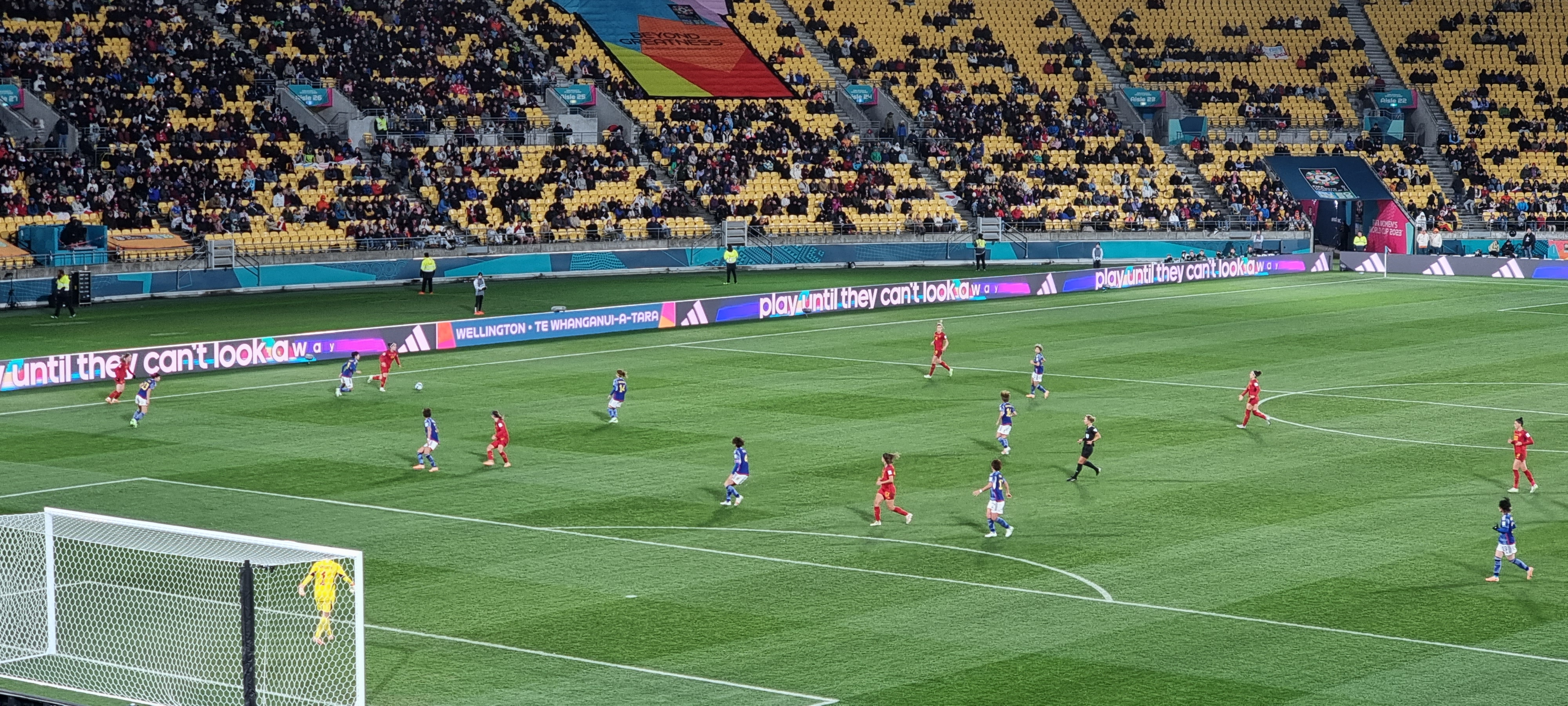
Spiel Japan – Spanien

| Japan                                                                              | Japan | Spanien | Spanien |
| ---------------------------------------------------------------------------------- | --- | --- | ------- |
| Japan                                                                              | \| 3. Spieltag \| \| 31. Juli um 19:00 Uhr (09:00 Uhr MESZ) in Wellington (Wellington Regional Stadium) \| \| Zuschauer: 20.957 \| \| Schiedsrichter: Ekaterina Koroleva ( Vereinigte Staaten) 5 \| \| Spielbericht \|                                                                   | \| 3. Spieltag \| \| 31. Juli um 19:00 Uhr (09:00 Uhr MESZ) in Wellington (Wellington Regional Stadium) \| \| Zuschauer: 20.957 \| \| Schiedsrichter: Ekaterina Koroleva ( Vereinigte Staaten) 5 \| \| Spielbericht \|                                                                                              | Spanien |
| Japan                                                                              | Ayaka Yamashita – Hana Takahashi, Saki Kumagai , Moeka Minami – Risa Shimizu (59. Miyabi Moriya), Honoka Hayashi, Fūka Nagano (59. Yui Hasegawa), Jun Endō (85. Hina Sugita) – Hinata Miyazawa (46. Aoba Fujino), Riko Ueki (68. Mina Tanaka), Hikaru Naomoto Cheftrainer: Futoshi Ikeda | Misa Rodríguez – Ona Batlle, Irene Paredes, Rocío Gálvez, Olga Carmona (46. Oihane Hernández) – Aitana Bonmatí, Teresa Abelleira (72. Claudia Zornoza), Alexia Putellas (62. Alba Redondo) – Salma Paralluelo (82. Esther González), Jennifer Hermoso, Mariona Caldentey (62. Eva Navarro) Cheftrainer: Jorge Vilda | Spanien |
| Japan                                                                              | 1:0 Miyazawa (12.) 2:0 Ueki (29.) 3:0 Miyazawa (40.) 4:0 Tanaka (82.) | | Spanien |
| Japan                                                                              | Carmona (45.+1'), Hernández (89.) | | Spanien |
| Japan                                                                              | Spieler des Spiels: Hinata Miyazawa (Japan) | | Spanien |
| 3. Spieltag                                                                        | | |         |
| 31. Juli um 19:00 Uhr (09:00 Uhr MESZ) in Wellington (Wellington Regional Stadium) | | |         |
| Zuschauer: 20.957                                                                  | | |         |
| Schiedsrichter: Ekaterina Koroleva ( Vereinigte Staaten) 5                         | | |         |
| Spielbericht                                                                       | | |         |

## Costa Rica – Sambia 1:3 (0:2)
| Costa Rica                                                           | Costa Rica | Sambia | Sambia |
| -------------------------------------------------------------------- | --- | --- | ------ |
| Costa Rica                                                           | \| 3. Spieltag \| \| 31. Juli um 19:00 Uhr (09:00 Uhr MESZ) in Hamilton (Waikato Stadium) \| \| Zuschauer: 8.117 \| \| Schiedsrichter: Bouchra Karboubi ( Marokko) 6 \| \| Spielbericht \| | \| 3. Spieltag \| \| 31. Juli um 19:00 Uhr (09:00 Uhr MESZ) in Hamilton (Waikato Stadium) \| \| Zuschauer: 8.117 \| \| Schiedsrichter: Bouchra Karboubi ( Marokko) 6 \| \| Spielbericht \|                                                                                  | Sambia |
| Costa Rica                                                           | Daniela Solera – Valeria del Campo, Fabiola Villalobos, Mariana Benavides, María Coto – Katherine Alvarado (90.+1' Alexandra Pinell), Raquel Rodríguez, Melissa Herrera, Gloriana Villalobos (72. María Paula Salas), Priscilla Chinchilla – Sheika Scott (85. Emilie Valenciano) Cheftrainerin: Amelia Valverde | Catherine Musonda – Margaret Belemu, Agness Musase, Lushomo Mweemba, Martha Tembo – Susan Banda, Avell Chitundu (85. Xiomara Mapepa), Hellen Chanda (90.+9' Hellen Mubanga), Evarine Katongo (74. Mary Wilombe), Racheal Kundananji – Barbra Banda Cheftrainer: Bruce Mwape | Sambia |
| Costa Rica                                                           | 1:2 Herrera (47.) | 0:1 Mweemba (3.) 0:2 B. Banda (31., Foulelfmeter) 1:3 Kundananji (90.+3') | Sambia |
| Costa Rica                                                           | Alvarado (6.), Benavides (21.), del Campo (23.) | Tembo (40.), B. Banda (66.) | Sambia |
| Costa Rica                                                           | 100. Länderspiel von Raquel Rodríguez | 1.000. WM-Tor durch Barbra Banda | Sambia |
| Costa Rica                                                           | Spieler des Spiels: Barbra Banda (Sambia) | | Sambia |
| 3. Spieltag                                                          | | |        |
| 31. Juli um 19:00 Uhr (09:00 Uhr MESZ) in Hamilton (Waikato Stadium) | | |        |
| Zuschauer: 8.117                                                     | | |        |
| Schiedsrichter: Bouchra Karboubi ( Marokko) 6                        | | |        |
| Spielbericht                                                         | | |        |